# Fort Providence
Fort Providence é um hamlet na região de South Slave dos Territórios do Noroeste, no Canadá.